# شارچوپ‌ها
شارچوپ‌ها (دزونگخا: ཤར་ཕྱོགས་པ) یک گروه قومی است که در تبت و بوتان زندگی می‌کنند.